# Altamerikanistik
Altamerikanistik ist die Wissenschaft von den präkolumbischen Kulturen des amerikanischen Doppelkontinents und seiner Nachfolgergesellschaften der indigenen autochthonen Bevölkerung (nordamerikanische Indianer und lateinamerikanische Indios) sowie ihren Beziehungen zu eingewanderten Europäern, Afrikanern und Asiaten. Sie untersucht diachron ablaufende kulturelle, soziale, wirtschaftliche und politische Prozesse von der ersten Besiedlung des Kontinents bis zur Gegenwart.
Die Altamerikanistik ist eine interdisziplinäre Wissenschaft. Sie ist sowohl eine archäologische, eine philologische, ethnologische als auch eine historische Wissenschaft. Bis zur Mitte des 20. Jahrhunderts wurde das Fach schlicht „Amerikanistik“ genannt. Erst in den 1960er-Jahren wich man in Deutschland auf die Bezeichnung „Altamerikanistik“ aus, da unter „Amerikanistik“ nun die Wissenschaft von Sprache und Literatur der USA verstanden wurde.
Ausgehend von Begründern des Faches, darunter die Mexikanisten Eduard Seler und Cäcilie Seler-Sachs in Berlin und Manuel Gamio in Mexiko sowie der deutsche Peruanist Max Uhle, waren zunächst die (Hoch)Kulturen Nord-, Meso- und Südamerikas – das sind unter anderem Anasazi und Mississippi-Kultur in Nordamerika, die Azteken, Huaxteken, Maya, Mixteken, Olmeken, Purépecha (Tarasken), Tolteken, Totonaken und Zapoteken in Mesoamerika sowie Chavín, Chimú, Inka, Moche, Nazca, Norte-Chico, Paracas, Tiwanaku und Wari im Andenraum – der wichtigste Forschungsschwerpunkt. In jüngerer Zeit rücken zunehmend auch komplexe Gesellschaften in Amazonien wie die Casarabe-Kultur in den Fokus der Forschung. Dabei haben sich im 20. Jahrhundert in der Altamerikanistik zwei antagonistische Strömungen herausgebildet: die (dominierende) Richtung der »Isolationisten«, deren Anhänger von einer unabhängigen Kulturentwicklung in Amerika seit der steinzeitlichen Besiedlung ausgehen, und die (minoritäre) Richtung der »Diffusionisten«, deren Verfechter interkontinentale präkolumbische Kontakte auf dem Seewege – vor allem zwischen Asien, der Südsee und der Neuen Welt – voraussetzen.
Mit seinem multimethodischen und multiperspektivischen Ansatz erwies sich die wissenschaftliche Disziplin Altamerikanistik gerade in der aktuellen Zeit als gut gerüstet, um die vielfältigen gesellschaftlichen, kulturellen, wirtschaftlichen und politischen Verflechtungen der amerikanischen Kulturen in Geschichte und Gegenwart unter globalen Voraussetzungen zu analysieren. Folglich wurden ab 1980 in Forschungsmethoden und thematischen Schwerpunkten Vergangenheit und Gegenwart zunehmend miteinander verbunden.
Wissenschaftliche Hauptsprachen in der Altamerikanistik sind Spanisch, Portugiesisch sowie – besonders in Veröffentlichungen – Englisch.
In Deutschland wird Altamerikanistik an der Universität Bonn unter der Leitung von Nikolai Grube und Karoline Noack gelehrt und geforscht. Am Lateinamerika-Institut der Freien Universität Berlin vertritt Stephanie Schütze die Altamerikanistik in Lehre und Forschung, allerdings liegt der Fokus auf der heutigen Zeit und nicht auf der „klassischen“ präkolumbischen Altamerikanistik. An weiteren Universitäten gibt es keinen eigenständigen altamerikanistischen Zweig, jedoch wird das Fach von der Ethnologie mit vertreten, so zum Beispiel an der Universität Hamburg und Universität Göttingen. Die Altamerikanistik ist in Deutschland als Kleines Fach eingestuft.
In den Niederlanden wird an Fakultät für Archäologie der Universität Leiden Altamerikanistik (auf Englisch) angeboten.